# Músculo extensor dos dedos
O músculo extensor dos dedos origina-se no epicôndilo lateral do úmero e inserem-se nas falanges média e distal do segundo ao quinto dedos e é responsável pela extensão do punho e dos dedos.

## Embriogeneses
Origina-se do mesênquima da camada somática do mesoderma lateral do embrião.
.

## Ação
Este músculo estende as falanges, para então estender o pulso e depois o cotovelo. Ele age principalmente nas falanges proximais, já que as falanges média e distal são estendidas principalmente pelos músculos interósseos e lumbricais.
Tende a promover a separação dos dedos ao estendê-los.

## Imagens Adicionais

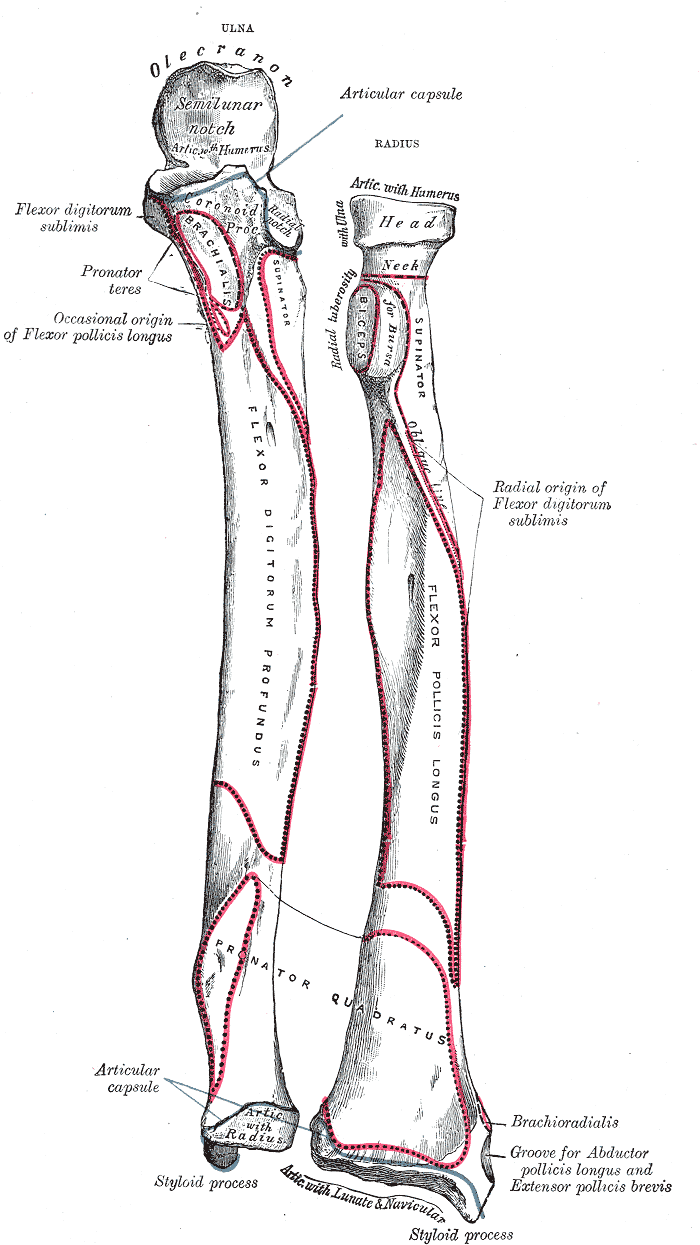
Ossos do antebraço esquerdo. Aspecto anterior.
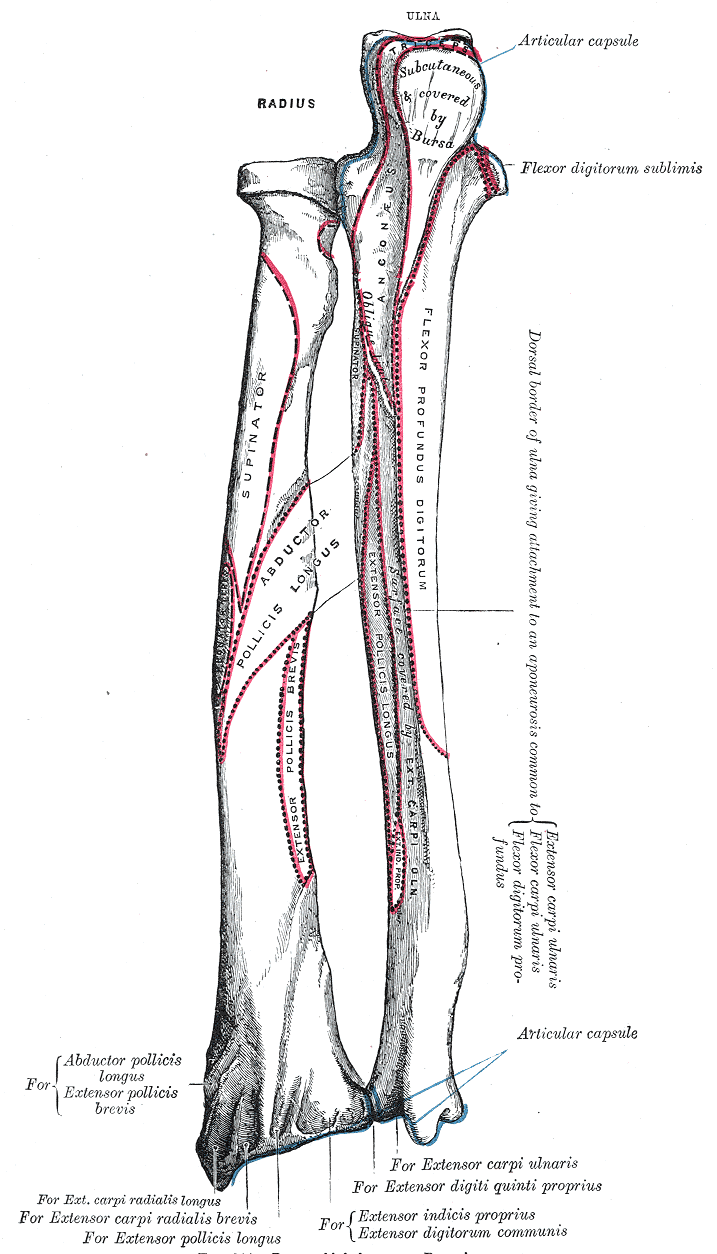
Ossos do antebraço esquerdo. Aspecto posterior.
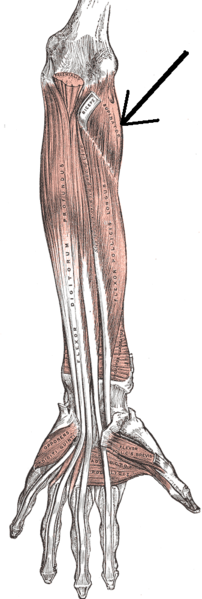
Visão frontal dos ossos do antebraço esquerdo. Músculos dorsais profundos.
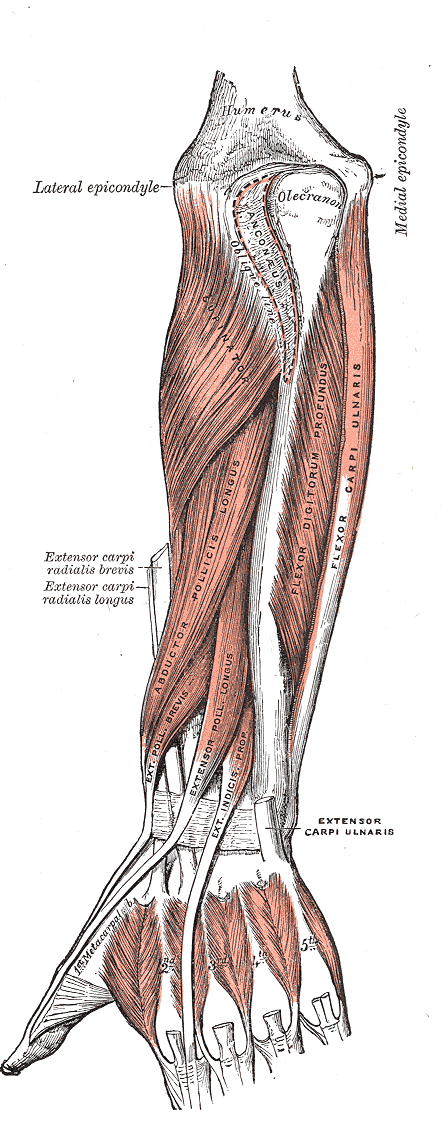
Visão posterior do antebraço. Músculos dorsais profundos.
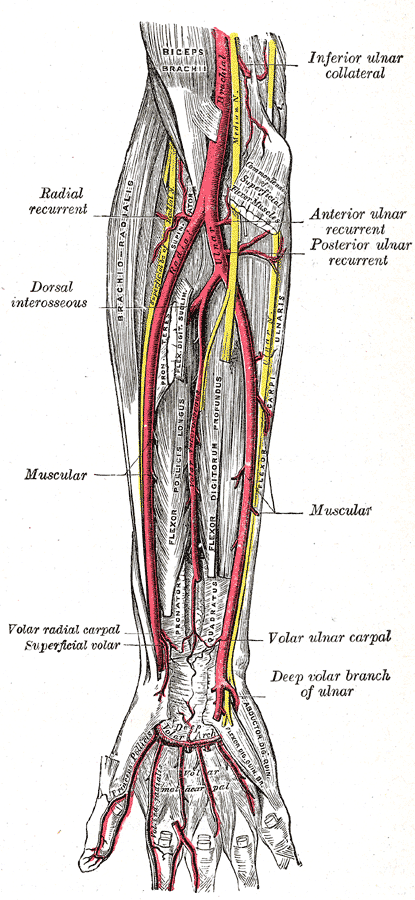
Artérias ulnar e radial. Visão profunda.
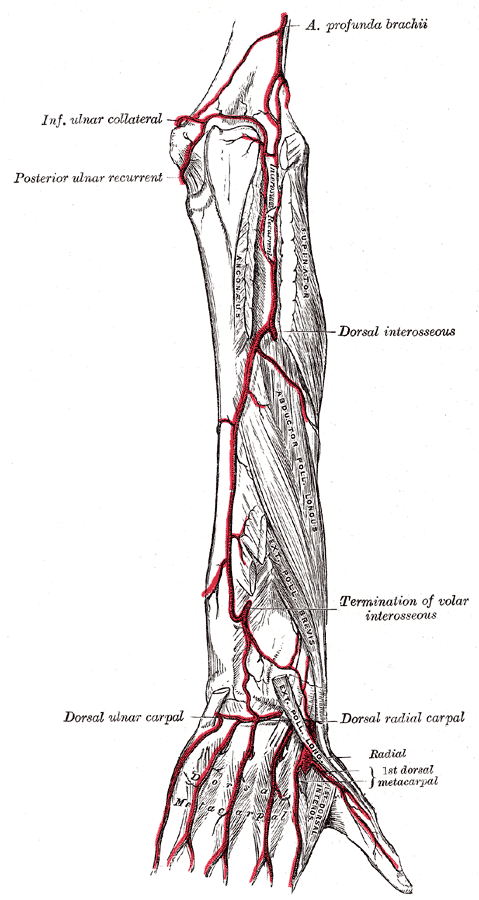
Artérias da parte posterior do antebraço e mão.